# Biston extrema
Biston extrema là một loài bướm đêm trong họ Geometridae.